# Haus aus Morgendämmerung
Haus aus Morgendämmerung (Originaltitel: House Made of Dawn) ist ein Roman des amerikanischen Schriftstellers N. Scott Momaday aus dem Jahr 1968. Es war im Jahr 1969 das erste Buch eines amerikanischen Ureinwohners, das mit dem Pulitzer-Preis in der Kategorie Fiktion ausgezeichnet wurde. Haus aus Morgendämmerung ist weitestgehend für seine tragende Rolle im Durchbruch der indigenen Literatur Amerikas und seine Relevanz für die indigene Anthropologie Amerikas bekannt.

## Hintergrund
Die Geschichte des Romans Haus aus Morgendämmerung wurde vom Autor ursprünglich in einer Sammlung von Gedichten erzählt. Später schrieb er sie zu kleinen Geschichten um und fügte diese anschließend zu einem vollständigen Roman zusammen. Die Erzählung basiert zu großen Teilen auf persönlichen Erfahrungen Momadays als Teil der Jemez Pueblo im US-Bundesstaat New Mexico, die er mit Fiktion verbindet und ist auch durch Glauben und Rituale inspiriert.
Ähnlich wie der Protagonist des Romans lebte Momaday sowohl außer- als auch innerhalb der westlichen Gesellschaft. Er wuchs innerhalb eines Reservats auf und besuchte später außerhalb des Reservats die Schule sowie die Universität. Manche Details des Romans basieren auf wahren Begebenheiten. Momady erzählt in seinen Memoiren beispielsweise von einem Vorfall in Jemez, auf welchem der Mord im Roman basiert. Ein Ureinwohner tötete damals einen New Mexico State Trooper, was zu heftigen Diskussionen in der gesamten amerikanischen Gesellschaft führte. Auch das Programm der Umsiedlungshelfer entstammt der Realität: Viele Freunde Momadays aus dem Reservat wohnten mit der Hilfe dieses Programms in Los Angeles, Chicago oder Detroit und waren dort nicht glücklich, wie der Protagonist im Roman. Der Aussage verschiedener Historiker nach ist der Roman sehr präzise bei der Darstellung der Peyote Religion, einer Religion der amerikanischen Ureinwohner. Allerdings finden die Rituale der Peyote normalerweise in einer Wüste statt, nicht in der Stadt.

## Handlung
Der Handlungszeitraum des Romans liegt zwischen dem 20. Juli 1945 und dem 28. Februar 1952. Die Erzählung besteht aus einem undatierten Prolog und vier datierten Abschnitten, die in Walatowa (traditioneller Name für die Jemez), New Mexico und in Los Angeles, Kalifornien, spielen. Neben der Rahmenhandlung, die aktuelle Geschehnisse aus dem Leben Abels erzählt, werden immer wieder verschiedene Rückblenden und Erinnerungen aus den Perspektiven verschiedener Charaktere eingebettet.
Abel ist der Protagonist des Romans, ein junger amerikanischer Ureinwohner. 1920 als Sohn eines unbekannten Vaters und einer Walatowa-Mutter geboren, wuchs er nach deren Tod bei seinem Großvater Francisco in einem Stamm des Pueblo-Volkes im US-Bundesstaat New Mexico auf. Zu Beginn des Romans kehrt Abel traumatisiert aus dem Zweiten Weltkrieg zurück, hat ein Alkoholproblem und Schwierigkeiten, sich wieder in das Leben innerhalb der Gemeinschaft des Stammes einzugewöhnen.
Er nimmt eine Arbeit als Holzhacker auf, die durch den Dorfpriester Father Olguin vermittelt wurde. Anschließend arbeitet er bei Angela St. James, einer reichen, frisch verheirateten, weißen Frau, die sich wegen der Heilwirkung der Mineralquellen ohne ihren Mann in der Gegend aufhält. Angela verführt Abel und verspricht, ihm zu helfen, das Reservat zu verlassen, sowie Möglichkeiten einer besseren Arbeitsstelle. Auch durch diese Affäre merkt Abel, dass seine Rückkehr in das Reservat nicht geglückt ist. Er fühlt sich nicht mehr heimisch. Nach einem Ritual zur Feier des Santiagofestes wird er von dem Albino Juan Reyes gedemütigt und ersticht diesen anschließend. Während des Prozesses beteuert Abel den Mord als gerechtfertigt und äußert, dass er wieder so handeln würde. Er erhält eine Gefängnisstrafe von 6 Jahren.
Nach der Zeit im Gefängnis schließt sich Abel in Los Angeles zunächst einer Gruppe lokaler, ebenfalls umgesiedelter junger Männer aus verschiedenen Reservaten an, fühlt sich jedoch auch hier nicht wirklich zugehörig. Nur mit Benally (genannt Ben), der wie Abel aus einem Reservat in New Mexico stammt, freundet er sich an. Ben verschafft ihm einen Job und nimmt ihn in seine Wohnung auf.
Abels Sozialarbeiterin Milly wird zu seiner festen Freundin, und mit ihr und Ben erlebt er auch glückliche Tage. Dennoch gerät er immer wieder in Schwierigkeiten – für die vor allem den Sozialarbeitern, Bewährungshelfern, Polizisten und anderen ehemaligen Reservatsbewohnern in Los Angeles die Schuld zugewiesen wird, die ihn lächerlich machten und demütigten. Nachdem er hierauf mit Alkoholkonsum und Fernbleiben von der Arbeit reagiert, wird er auch von seinem Chef erniedrigt und kündigt daraufhin. Eine Abwärtsspirale beginnt, und Abel ist regelmäßig alkoholisiert, leiht sich Geld von Ben und Milly, das er nie zurückzahlt, während er sich nur im Apartment aufhält und schläft. Ben wirft ihn schließlich hinaus. Abel möchte sich daraufhin an Martinez rächen, einem korrupten Polizisten, der Ben ausgeraubt und Abel mit seinem Schlagstock geschlagen hatte. Abel findet Martinez und wird von ihm fast zu Tode geprügelt und mit Verletzungen am Strand zurückgelassen. Angela St. James besucht ihn im Krankenhaus und gibt ihm neuen Lebensmut. Anschließend wird er von Ben in den Zug gesetzt und er fährt zurück in sein Reservat.
Nach seiner Rückkehr in das Reservat in New Mexico pflegt Abel seinen sterbenden Großvater Francisco, der ihm Geschichten aus seiner Jugend erzählt. Da er als einer der Stammesältesten mit zahlreichen Zeremonien und Ritualen vertraut ist, betont er die Wichtigkeit der Verbundenheit mit den Traditionen seines Volkes. Nach dem Tod des Großvaters nimmt Abel an einem Ritual teil, von welchem dieser ihm erzählt hatte – dem Rennen der Toten. Während er rennt, beginnt er für sich selbst und den Verstorbenen zu singen. So kehrt er mental schließlich zurück zu seinem Volk und findet endlich seinen Platz in der Welt.

## Motive und Symbole
Ähnlich, wie in vielen Werken der indigenen amerikanischen Literatur, ist das Motiv der Entfremdung und damit einhergehend die Suche nach der eigenen Identität sehr zentral in Haus aus Morgendämmerung. Aufgewachsen im Reservat hat Abel nicht nur mit den Erlebnissen während des Kriegs und deren Auswirkungen, sondern auch mit dem Leben in der Metropole Los Angeles große Probleme. Durch seine Abwesenheit während des Kriegs verliert er – wie viele Ureinwohnern Amerikas während und nach dem Zweiten Weltkrieg – die Verbindung zu seinem Volk. Die Vereinigung der Lebensweise des Stammes mit der Gegenwart einer modernen Welt, ist ein grundlegendes Problem für jede Generation amerikanischer Ureinwohner, potentiell auch für diejenigen, die nicht in den Krieg gezogen sind.
Großvater Francisco repräsentiert die traditionellen Werte des Stammes. Er steht symbolisch für die ältere Generation, welche das kulturelle Erbe bewahrt und versucht, es an die jüngeren Mitglieder der Gemeinschaft weiterzugeben. Durch seine Erziehung entwickelt Abell eine Verbindung zu seinem Stamm sowie einen Sinn für Natur, Leben und Tod. Allerdings behindert Franciscos Erziehung Abel auch zeitweise in seiner Identitätsbildung, beispielsweise untersagt er ihm eine Beziehung zu seiner symbolischen Ersatzmutter Josie.
Ein weiteres Symbol für Abels Isolation und die Losgelöstheit von seiner Herkunft ist sein Problem mit der Artikulation. Gerade innerhalb von Stämmen, die eine lange orale Tradition pflegen, ist der Verlust der Macht über die eigenen Worte ein ausschlaggebender Faktor. Das Wort hat vor allem in rituellen Traditionen einen hohen Stellenwert, die Sprache an sich eine wichtige Bedeutung. Je größer also Wortschatz und das Wissen über traditionelle Geschichten und Legenden, desto besser kann ein jeder in den Stamm integriert werden – oder eben nicht.
Während Adler und Schlange in den Religionen der südwestlichen Stämme der amerikanischen Ureinwohner oftmals für den Gewinn von übernatürlichen Kräften oder auch das Kommen des Wassers stehen, symbolisiert der Adler für Abel vor allem Freiheit und Schönheit sowie Lebendigkeit. Dass die Mitglieder der Adlerwächtergesellschaft dieses Symbol der Freiheit schließlich gefangen halten wollen, ist für Abel nicht akzeptabel. Dass er den männlichen Adler befreit, den weiblichen tötet und somit der Gemeinschaft schadet, zeigt erneut symbolisch die Entfremdung von seinem Stamm und damit den Werten seines Volkes. Vor allem das Töten des weiblichen Adlers zeigt Abels Rebellion gegen die alten Traditionen, die Unverständnis in ihm hervorrufen.
Sein Alkoholismus, der direkt zu Beginn des Romans sehr deutlich wird, ist ein Zeichen für seine Unfähigkeit, das im Krieg Erlebte zu verarbeiten, und für seine innere Instabilität, die von seiner bikulturellen Situation herrührt.
Eine besonders deutliche Reflexion seiner Unfähigkeit, die Identitätskrise nach dem Kriegseinsatz zu verarbeiten, ist jedoch der Mord an dem Albino Juan Reyes. Aufgrund seiner Niederlage gegen Reyes hegt Abel einen Groll gegen den Konkurrenten. Da dieser ausgerechnet so andersartig aussieht, bildet Abel sich außerdem ein, er sei ein Hexer und müsse getötet werden. Dieses vorurteilhafte Denken zeigt Abels Unvermögen, mit dem Unbekannten umzugehen. Seine soziale und persönliche Isolation gipfelt in diesem Ausbruch von Gewalt und Aggressivität, welcher auch stellvertretend für seine Rache an der Welt des weißen Mannes im Allgemeinen steht. Auch seine Angst vor einer übernatürlichen Macht, die Einfluss auf ihn nehmen könnte, beschreibt ein weiterverbreitetes Phänomen innerhalb indigener Gesellschaften.
Nachdem Abel in die westliche Lebensweise der Menschen in Los Angeles eintaucht, werden seine Versuche sich kulturell anzupassen vor allem durch das Symbol des Schuhs unterstrichen. Während Schuhe in vielen indigenen Gemeinschaften nur ohne bzw. mit abgeschnittenen Absätzen getragen werden dürfen, sind sie vor allem in Los Angeles und dort auch für Abel ein Statussymbol. Ein weiteres Symbol der westlichen Welt sind die Panzer, denen er im Krieg begegnet. Sie stehen für die tödliche Macht einer aggressiven Gesellschaft. Das kreierte Bild der Panzer als eine Verkörperung von Zerstörung und Tod steht in starkem Kontrast zu dem Bild des Adlers, welches Abel mit Freiheit und Leben assoziiert.
Ein Symbol, welches ebenfalls mit einem Vogel verbunden ist, taucht auf, als Abel verletzt und dem Tod nahe am Strand liegt. Das Bild des sterbenden Vogels gleicht seiner Situation. Hier taucht auch das Motiv des Mondes auf, welcher konkret Abels Vergangenheit mit seiner Gegenwart verbindet. Indem er sich in diesem Moment an den sterbenden Wasservogel erinnert, in dessen Augen er keine Angst gesehen hatte, kann er selbst etwas Mut fassen. Der Mond steht dabei symbolisch für die Möglichkeit der Wiedergeburt, die Wiedergeburt selbst wird also durch die Morgendämmerung symbolisiert. Außerdem ist der Mond auch eine romanübergreifende Verbindung zwischen verschiedenen Episoden in Abels Leben.
Das symbolische Laufen, mit dem der Roman beginnt und endet, in Verbindung mit der Morgendämmerung kann dementsprechend als eine Repräsentation von Auferstehung oder, in Abels Fall, als Rückkehr zum Ursprung und damit verbundene Heilung, gesehen werden. Dass Abel in der Morgendämmerung läuft und die vorher verlorenen Worte des „Night Chant“ singt, symbolisiert also das Ende seiner Identitätskrise und die Rückkehr zu den Werten des Stammes.

## Anspielungen und Referenzen
Der Erfolg des Romans wird auch auf seine Nähe zur Realität zurückgeführt. Anspielungen auf bekannte Probleme sowie wahre Begebenheiten finden sich beispielsweise in der Thematik der Rückkehr aus dem Zweiten Weltkrieg sowie dem Volk der Jemez generell. Aber auch der Wohnortwechsel, den Abel mehrfach bewältigen muss, und die Religion der Peyote können als Referenzen zur Realität gesehen werden. Der so genannter „Sun Dance“ und das „Night Chant“ sowie die Tradition des Laufens (Jemez runners) sind tatsächlichen Bräuchen der indigenen Bevölkerung Amerikas entnommen.
Der Zweite Weltkrieg kann als der Punkt der ersten großen Abwanderung der amerikanischen Ureinwohner aus den Reservaten gesehen werden. Ungefähr 25.000 Ureinwohner, und somit ein Drittel der indigenen Männer zwischen 18 und 50 Jahren, haben für Amerika im Zweiten Weltkrieg gekämpft, die meisten davon in der Army. Für viele dieser Männer war der Krieg die erste Möglichkeit, mit nicht-indigenen Amerikanern in Kontakt zu kommen, da sie selbst bis zu diesem Zeitpunkt weitestgehend isoliert in den Reservaten gelebt hatten. Allison Bernstein schreibt, dass viele der Ureinwohner von ihren nicht-indigenen Kameraden hoch geschätzt wurden, da das Bild eines zähen indianischen Kriegers inzwischen Teil der amerikanischen Identität geworden war. Dieser Kontakt mit der Kultur außerhalb der Reservate veränderte auch die indigene Kultur innerhalb der Stämme. Der U.S. Indian Commissioner sagte 1945, dass dieser Krieg den größten kulturellen Einfluss auf das indigene Leben hatte, seit die Ureinwohner in die Reservate vertrieben worden waren. Er habe die Gewohnheiten, Ansichten und die wirtschaftliche Lage vieler Stammesmitglieder nachhaltig verändert. Vor allem die neu entdeckte Möglichkeit, gut bezahlte Arbeit außerhalb des Reservats zu finden, verursachte signifikante Veränderungen. Nichtsdestotrotz waren innerhalb der indigenen Bevölkerung, so wie im ganzen Land, natürlich auch große Verluste hinzunehmen. Von ungefähr 1.200 Pueblo-Mitgliedern, die in den Krieg zogen, kam nur ungefähr die Hälfte lebend nach Hause. Die, die wieder zurückkamen, hatten oft mit Problemen, wie Entfremdung, und Schwierigkeiten bei der Wiedereingliederung zu kämpfen. Je nach Stamm war auch ihr Ansehen stark gefährdet. Während einige Stämme die Veteranen als Helden zurückempfingen, behandelten andere sie wie Aussätzige, nachdem sie Kontakt mit weißen Amerikanern gehabt hatten. Dies war einer von vielen Gründen, warum viele junge Reservatsbewohner dem Alkoholismus verfielen. Grundsätzlich ist Alkoholabhängigkeit ein weit verbreitetes Problem unter indigenen jungen Männern und ein oft genutztes Mittel, um mit Problemen inner- und außerhalb des Reservats umzugehen.
Haus aus Morgendämmerung beschäftigt sich außerdem auch mit Thematiken, die bis in die späten 1800er Jahre hinein reichen. Durch Reverend Tosamah wird die alte Geschichte der Büffel jagenden Kiowa sowie deren Vertreibung erzählt. Die Kiowa sind ein eindrucksvolles Beispiel für die Vertreibung und Bekämpfung amerikanischer indigener Stämme durch die U.S.-Truppen sowie deren Regierung. Diese Geschichte, vom Reverend erzählt, bekommt außerdem Bedeutung, wenn es um die Umsiedlungspolitik Amerikas geht sowie die Problematik der wirtschaftlichen Situation der Veteranen. Viele Soldaten hatten sich an einen regelmäßigen Gehaltscheck gewöhnt und hatten somit nur noch mehr Schwierigkeiten, sich in den Stamm und seine angespannte wirtschaftliche Situation wieder einzufinden. Die Umsiedlungshelfer scheiterten oftmals, so wie auch die Umsiedlung Abels nach Los Angeles scheitert. Dies ist ebenfalls ein weit verbreitetes Phänomen unter indigenen amerikanischen Veteranen. Der Weg Abels – vom Krieg zurück ins Reservat, von dort aus in die große, moderne Stadt und, nach dem gescheiterten Versuch sich in der Gesellschaft außerhalb des Reservats zu etablieren, die endgültige Rückkehr ins Reservat – war kein ungewöhnlicher für indigene Veteranen.
Eng mit den Kiowa verbunden ist die Peyote Religion, welche im Buch vor allem von John Big Bluff Tosamah gelehrt wird. Es ist eine Religion, die an die übernatürlichen Fähigkeiten des Peyote-Kaktus glaubt, welcher fähig ist, Wunder zu bewirken. Die Kiowa verwendeten Peyote bereits, bevor sie sich in den 1870er Jahren in ihrem Reservat ansiedelten, jedoch dauerte es noch mehrere Jahrzehnte, bis sich der Glaube auch unter anderen Stämmen ausbreitete. Auch der „Sun Dance“ ist an eine wahre Tradition angelehnt. Das Ritual des Sonnentanzes stammt ebenfalls aus der Kiowa-Tradition und soll Streitigkeiten beilegen, die Ernte feiern und für eine weiterhin prächtige Büffelpopulation sorgen. Außerdem versprechen die Kiowa sich von diesem Ritual Siege im Kampf, Erfolg in der Ehe und die Genesung der Kranken. Die eher brutale Tradition wurde 1881 von der Regierung der Vereinigten Staaten verboten, aber in den späten 1950ern wiedererweckt.
Eine ganz konkrete Anspielung ist die Geschichte des Bären, die Abel zunächst Angela erzählt und die ein zweites Mal auftaucht, wenn Angela Abel im Krankenhaus besucht und ihm berichtet, dass sie genau diese Geschichte nun immer ihrem Sohn erzählt. Die Geschichte handelt von einem jungen indianischen Krieger, der einen Bär und ein Mädchen als Eltern hatte und sehr edel und weise war. Der Krieger erlebte im Laufe seines Lebens viele Abenteuer und schlussendlich wird er ein großer Anführer und rettet sein gesamtes Volk. Diese Geschichte beruht auf einem alten Navajo Mythos.

## Rezeption
Gerade veröffentlicht schlug der Roman in Amerika und vor allem in Deutschland zunächst keine großen Wellen – vielleicht weil, wie in einer Rezension vermutet wurde, es sehr unamerikanisch wäre, den Roman eines indigenen amerikanischen Schriftstellers zu kritisieren.
Die ersten Rezensenten bemängelten, der Roman sei zu undurchsichtig, so Marshall Spargue in seiner Buchkritik in der New York Times. Er gestand jedoch auch, dass dies möglicherweise unumgänglich sei, wenn man eine den meisten Lesern fremde Kultur und deren Mysterien akkurat darstellen wolle. Weiterhin hielt er die Undurchsichtigkeit für einen möglichen Grund für die authentische Wirkung des Romans. Spargue bringt auch die Schwierigkeit zur Sprache, über eine orale Kultur zu schreiben, insbesondere da das Geschriebene auf English verfasst sei – der Sprache des ursprünglichen Unterdrückers der indigenen Stämme. Er argumentiert, dass die Mysterien einer dem Leser fremden Kultur nicht in einem so kurzen Roman verständlich beschrieben werden könnten, auch nicht von einem talentierten Autor wie N. Scott Momaday.
Viele Kritiker, wie beispielsweise Carole Oleson, die 1973 eine ausführliche Analyse des Romans veröffentlichte, weisen darauf hin, dass der Leser deutlich mehr Informationen benötige, um als Unwissender tatsächlich alle Subtilitäten, Feinheiten und Anspielungen des Werkes verstehen zu können. Baine Kerr hat diese Idee weiterentwickelt und argumentiert, dass Momaday den modernen Englischen Roman als Zugpferd für einen bedeutenden Text nutzt, der in sich selbst versucht, die indianische Kultur sowie deren Mythen und Empfindungen in eine neue Kunstform umzuschreiben, ohne dabei an Wert zu verlieren.
Andere Kritiker hielten den Roman nur für eine interessante Variante des altbekannten Themas der Entfremdung. Somit sei es eher ein soziales Statement als eine substantielle, akademische Leistung.  Der Roman sei eher eine Reflexion als ein Roman im umfassenden Sinne des Wortes. Andere bemängelten die unangenehmen, umständlichen Dialoge und die Beschreibungen an sich als einen Haufen von grellen Fragmenten.
Überwiegend wurde das Buch jedoch als Erfolg gewertet. Spargue resümierte in seinem Artikel schließlich, dass der Roman vorzüglich sei. Autor Momaday erntete viel Lob für die reichhaltigen Beschreibungen von indigenem Leben innerhalb des Romans. Inzwischen ist die Anerkennung für Momadays fiktionale Werke signifikant angestiegen und auch seine Kritiker erkannten den Wert von Haus aus Morgendämmerung als besondere Form des Romans. Vor allem bei zeitgenössischen Kritikern wird Momadays Leistung mehr und mehr geschätzt. In einer Kritik von 1970 wurde bereits betont, der Roman biete eine bemerkenswerte Synthese von Poesie und fundierter emotionaler und intellektueller Einsicht in die Gedankengänge eines indianischen jungen Mannes. Das Buch wurde zuletzt immer wieder als künstlerisch wertvolles Werk gesehen. Kritiker Kenneth Lincoln nannte die Vergabe des Pulitzer Preises an Haus aus Morgendämmerung den Moment, in dem die sogenannte Native American Renaissance begann.
Die Native American Renaissance und damit verbunden die Blüte der Native American Literature wurden in Deutschland hingegen zu keinem besonders bedeutenden Phänomen. Nur SPIEGEL-Redakteur Gunar Ortlepp nannte Haus aus Morgendämmerung im Jahr 1990 den ersten Klassiker dieser „erblühenden Native American Literature“.

## Auszeichnungen
- 1969: Pulitzer-Preis für Fiktion

## Veröffentlichungen

### Originalausgaben
Zunächst wurde House Made of Dawn im Verlag Harper & Row veröffentlicht. Später wurden noch andere Editionen von HarperCollins, der PeguinGroup, Econo-Clad Book und der University of Arizona Press herausgebracht.

### Deutsche Übersetzungen
Eine deutsche Übersetzung des Romans wurde im Jahre 1971 im Ullstein Verlag unter dem Namen Haus aus Morgendämmerung veröffentlicht. Dieser gab 1978 auch eine ungekürzte Fassung des Romans heraus. 1988 veröffentlichte dann der Diederichs Verlag in München erneut die deutsche Übersetzung von Jochen Eggert. Im gleichen Jahr erschien auch eine Reclam Version des Romans in der DDR.